# Les Invisibles (série télévisée, 2021)
Pour les articles homonymes, voir Les Invisibles.
Production
Diffusion
Les Invisibles est une série télévisée française réalisée par Chris Briant et Axelle Laffont d'après un scénario d'Olivier Norek, Christian Mouchart et Patrick Tringale, et diffusée sur France 2 à partir du 8 septembre 2021.
Cette série policière, « portée par Guillaume Cramoisan et Déborah Krey », est produite par Storia Television, Fit Production, France Télévisions et UMedia en association avec UFund, avec la participation de Wallimage et de la Radio télévision suisse (RTS) ainsi que le soutien de Pictanovo et de la Région Hauts-de-France,,,.

## Synopsis
Cette fiction suit les enquêtes des « Invisibles », une brigade pas comme les autres du SRPJ de Lille, qui s'intéresse aux corps sans identité et sans passé,,,,,,. Cette équipe est dirigée par le commandant Darius, qui n'a qu'un objectif : « redonner une dignité et une humanité à ces morts non identifiés, afin que les familles puissent faire leur deuil »,,,,,,.
Cette brigade marginale, dont les membres sont méprisés par leurs collègues, dont la légitimité est sans cesse mise en cause par les autres groupes du commissariat et dont les bureaux sont situés au sous-sol dans le local des archives, doit identifier les corps dans un délai de sept jours, faute de quoi les dépouilles des victimes non identifiées finissent au terrain commun, dit aussi « carré des indigents » ou encore, improprement, « fosse commune »,,,.

## Distribution principale

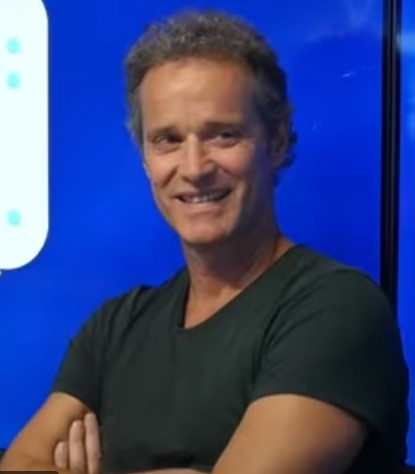
Guillaume Cramoisan.

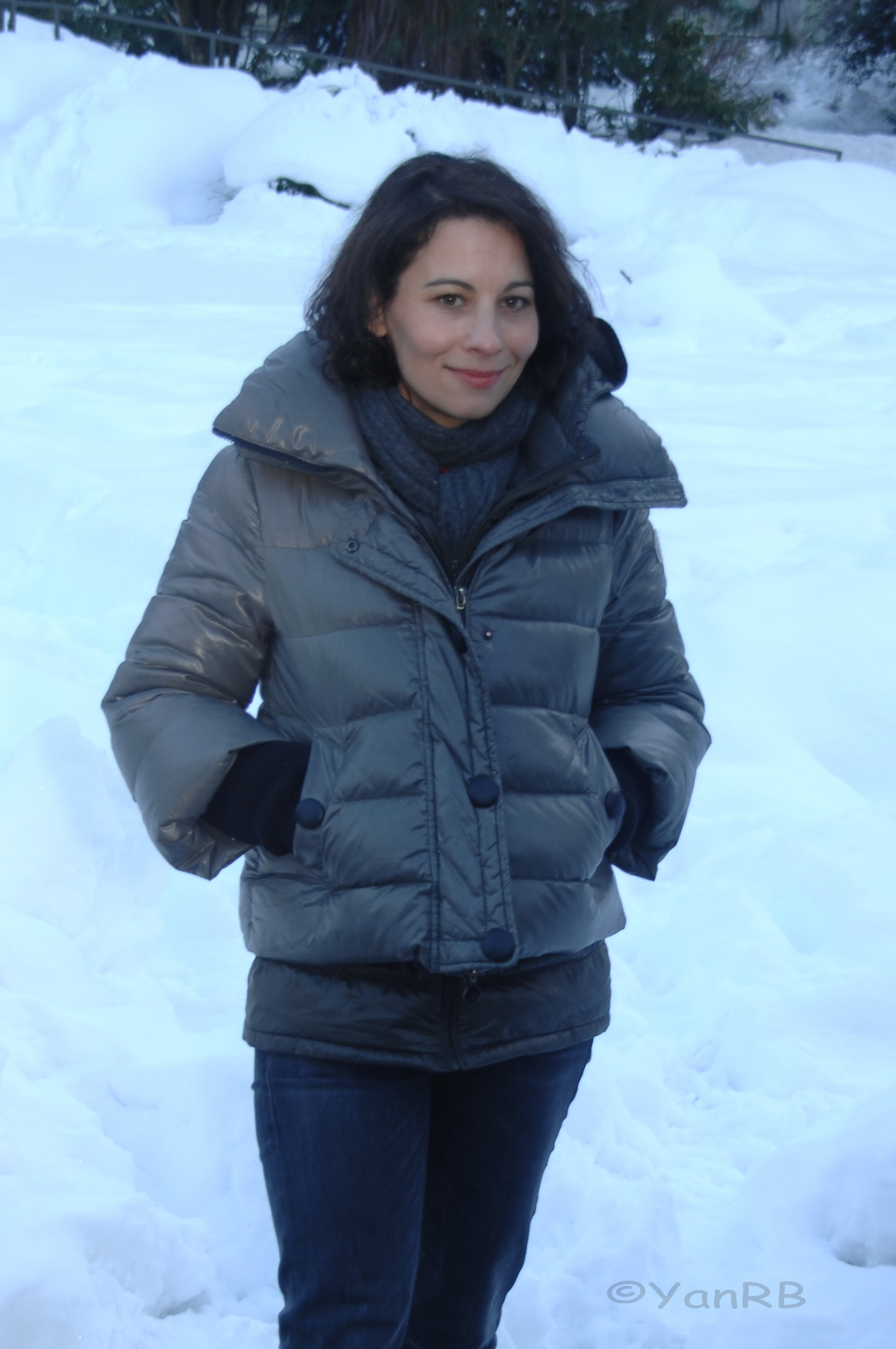
Cécile Rebboah.

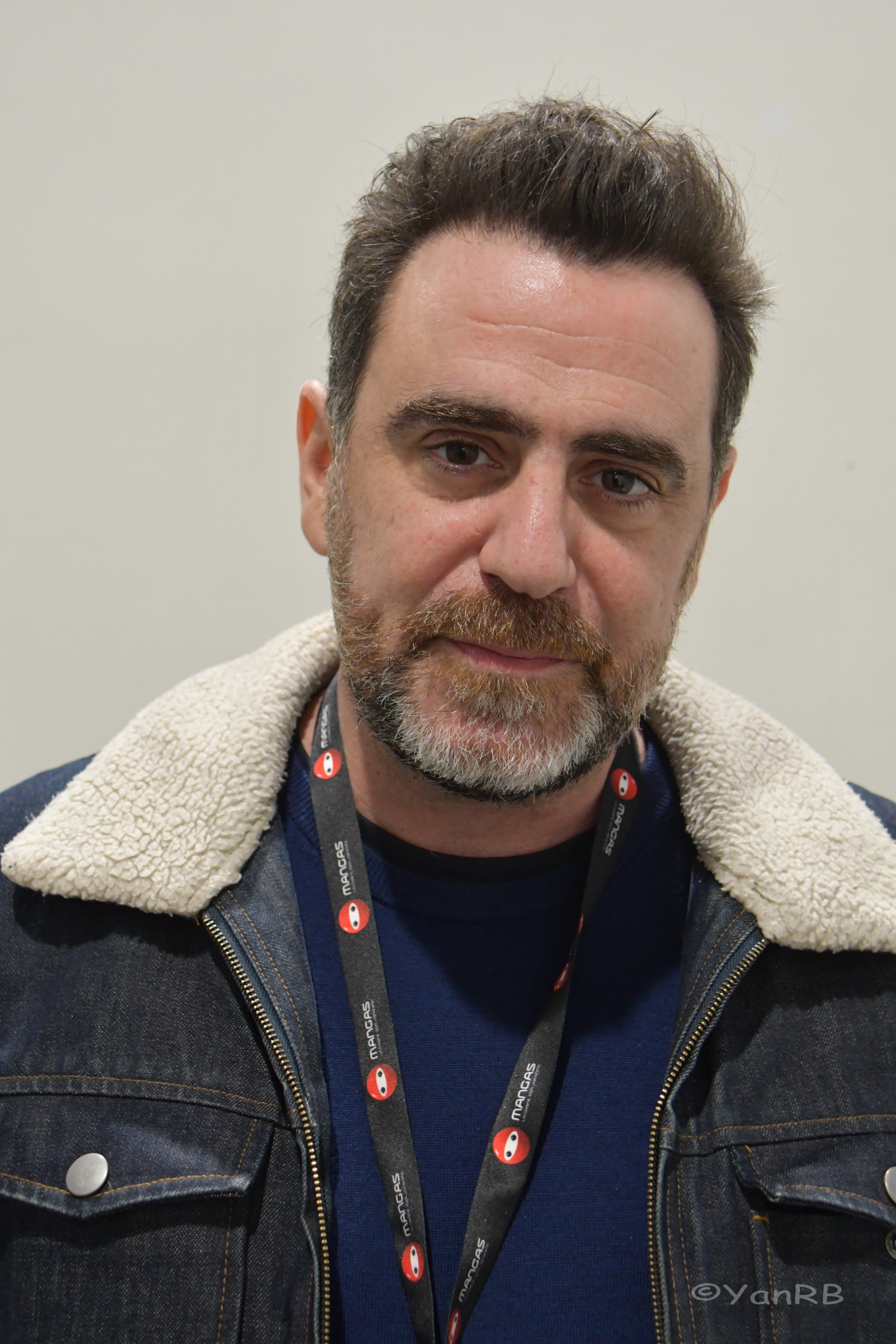
Jérémie Covillault.

### Groupe des «Invisibles»
- Guillaume Cramoisan : commandant Gabriel Darius, chef du groupe
- Déborah Krey : lieutenante puis capitaine Estelle Lacorderie, surnommée « Duchesse »
- Nathalie Cerda : capitaine Marie-Joëlle Cantini, dite Marijo
- Quentin Faure : lieutenant Benjamin Ferrer, dit Ben

### Médecin légiste
- Cécile Rebboah : Angie Pélissier, la médecin légiste

### Commissariat
- Hugo Brune : commissaire divisionnaire Charles Vanvelde
- Jérémie Covillault : commandant puis commissaire Ronald Chistera
- Malik Elakehal El Miliani : Yanis
- Florence Janas : capitaine Risser

### Entourage
- Trixie Lhomme : Trixie
- Anissa Allali : Leïla, la sœur de Darius
- Douglas Grauwels : Alexis

## Production

### Genèse et développement
La série est créée et écrite par Olivier Norek, ancien capitaine de la police judiciaire de Saint-Denis, romancier et scénariste habitué des polars, Christian Mouchart et Patrick Tringale, avec la collaboration de Christophe Joaquin,,,,.
Les scénaristes basent chaque épisode sur une double narration dans laquelle deux histoires sont développées en parallèle : d'un côté l'enquête et, de l'autre, l'histoire du coupable dont on suit le parcours et qui n'a a priori aucun lien avec la victime,,. « Les deux histoires avancent à la même vitesse et pourtant ce sont bien deux axes différents. Il y a un regard particulier posé sur les coupables », précise Guillaume Cramoisan, conquis par le format. « On a voulu trouver un moyen de rendre cette série plus humaine et plus attachante », explique Patrick Tringale, l'un des scénaristes de la série.
La série ne comporte pas de scène en salle d'interrogatoire : « Il y a des passages obligés comme la scène de crime ou encore l'autopsie. Mais on voulait éviter tous les poncifs habituels » poursuit Patrick Tringale.
Par ailleurs, le réalisateur Chris Briant insiste sur le fait que la série « parle aussi et surtout de nos quatre enquêteurs, soudés par une forte amitié, et dont l'alchimie et la complémentarité sont sans cesse bousculées par les aléas de la vie ».
La saison 2 est diffusée à partir du 12 octobre 2022 sur France 2, la saison 3 à partir du 18 octobre 2023 sur la même chaîne et la saison 4 à partir du 11 novembre 2024 toujours sur France 2.

### Attribution des rôles
Guillaume Cramoisan a apprécié de travailler avec Quentin Faure, Déborah Krey et Nathalie Cerda : « C'est assez rare, mais quand on a commencé à jouer ensemble, ça a matché tout de suite. Souvent, il y en a un ou deux avec qui ça marche bien, et d'autres avec qui ça ne colle pas trop, mais là c'était assez jouissif, et pour ma part très rare d'avoir un truc aussi homogène en termes de jeu. C'est un joli coup de bol de casting. ».
L'acteur explique que le nom d'origine de son personnage n'était pas Darius : « Au départ, le personnage s'appelait Gabriel Dante. Ce nom me plaisait mais le problème c'était que « commandant Dante », ça sonnait mal à l'oreille. Il aurait pu être capitaine, mais il est commandant ! ».
Pour l’anecdote, Guillaume Cramoisan et Nathalie Cerda ont tous deux joué dans la série PJ, dans des saisons différentes.
Le rôle de Duchesse est interprété par Déborah Krey. Pour se glisser au mieux dans la peau de cette jeune flic, la comédienne s'est imprégnée de films comme Le Silence des agneaux et a aussi et surtout appris à dompter son personnage qui lui ressemble beaucoup : « Duchesse et moi dans la vie, on est très déterminées. On va de l'avant, on n'a pas peur. » L'actrice précise à Télé 7 jours : « Les Invisibles m'ont offert mon premier rôle récurrent, l'opportunité de travailler un personnage au fil des épisodes. Auparavant, j'ai fait beaucoup de guests dans des séries telles que Camping Paradis, Nina, Section de recherches, Quadras, ou des unitaires. ».

### Tournage
Le tournage de la première saison se déroule du 12 octobre 2020 au 15 janvier 2021 à Lille et alentour en région Hauts-de-France,,, : Attiches, Auchy-lez-Orchies, Haubourdin, Lambersart, Mons-en-Pévèle, Roubaix, Saint-André-lez-Lille, Seclin, Tourcoing,.
Déborah Krey explique à Télé 7 jours que l'entente entre les quatre comédiens principaux est particulièrement bonne grâce à la pandémie : « On s'entend très bien. La première saison a été tournée pendant le Covid, nous avons vécu le deuxième confinement ensemble. Comme nous habitions tous dans le même immeuble, on a pris l'habitude de cuisiner les uns pour les autres. Cette expérience a resserré les liens entre nous. La magie de cette série réside aussi dans la qualité de nos relations en dehors du tournage. ».

### Fiche technique
- Titre français : Les Invisibles
- Genre : Thriller policier
- Production : Sabine Barthélémy, Frédéric Bruneel, Thomas Anargyros[5]
- Sociétés de production : Storia Television, Fit Production et France Télévisions[2],[3],[4],[5]
- Réalisation : 
  - saison 1 : Chris Briant et Axelle Laffont[2],[3],[4],[7],[5],[10],[11],[23]
  - saison 2 : Chris Briant (épisodes 1 à 4) et Chloé Micout (épisodes 5 et 6)[6]
- Scénario :
  - saison 1 : Olivier Norek, Christian Mouchart et Patrick Tringale[2],[3],[4],[7],[8],[23]
  - saison 2 : Christian Mouchart, Patrick Tringale et Jules Cordon[6]
- Musique : Benjamin Molinaro[23]
- Générique : Laurent Brett
- Décors : Jimmy Vansteenkiste
- Costumes : Emmanuelle Pertus
- Photographie : Olivier Guerbois, Denis Rouden
- Son : Xavier Griette, Vincent Goujon
- Montage : Joël Jacovella, Chris Briant
- Maquillage : Valérie Callens
- coiffure : Véronique Duez
- Pays de production :  France
- Langue originale : français
- Format : couleur
- Nombre de saisons : 4
- Nombre d'épisodes[2],[3],[4],[7] : 24
- Durée : 52 minutes[2],[3],[4],[7]
- Dates de première diffusion :
  - France : 
    - Saison 1 : à partir du 8 septembre 2021 sur France 2[4],[24],[11],[25]
    - Saison 2 : à partir du 23 novembre 2022 sur France 2[26],[6]
    - Saison 3 : à partir du 18 octobre 2023 sur France 2[27]
    - Saison 4 : à partir du 11 novembre 2024 sur France 2

## Épisodes
Afin d'éviter un anonymat complet des victimes non identifiées, la brigade des « Invisibles » donne à chacune d'elles un surnom inspiré par le lieu où sa dépouille a été trouvée : le lieu-dit Milan, l'allée des Sycomores, le quai Pachelbel, le pont de la Citadelle, le fort des Cordeliers, le château Garenne, la villa Loki, la Côte d'Opale…

### Première saison (2021)
1. Milan
2. Sycomore
3. Pachelbel
4. Citadelle
5. Cordeliers
6. Garenne

### Deuxième saison (2022)
1. Loki
2. Rubens
3. Mercure
4. Opale
5. Roméo et Juliette
6. Blanche

### Troisième saison (2023)
1. Cassel - Partie 1
2. Cassel - Partie 2
3. Vauban
4. Camélia
5. Stardust
6. Fleur

### Quatrième saison (2024)
1. Marianne
2. Douglas
3. Van Gogh
4. Richelieu
5. Les endormis - Partie 1
6. Les endormis - Partie 2

## Accueil

### Audiences en France

#### Saison 1
La saison 1 est diffusée sur France 2 par salve de deux épisodes à partir du 8 septembre 2021.
| No épisode           | 1re diffusion France | Titre                | Nb de téléspectateurs | Part d'audience | Acteurs invités                                                  | Source audience | Rang de la soirée |
| -------------------- | -------------------- | -------------------- | --------------------- | --------------- | ---------------------------------------------------------------- | --------------- | ----------------- |
| 1                    | 8 septembre 2021     | Milan                | 4 140 000             | 19 %            | Élodie Hesme, Benjamin Egner, Édouard Collin                     | [ 28 ]          | 1                 |
| 2                    | 8 septembre 2021     | Sycomore             | 3 470 000             | 19,3 %          | Laurence Côte                                                    | [ 28 ]          | 1                 |
| 3                    | 15 septembre 2021    | Pachelbel            | 4 090 000             | 18,1 %          | Édouard Montoute, Chris Briant, Caroline Baehr, Virginie Caliari | [ 29 ]          | 1                 |
| 4                    | 15 septembre 2021    | Citadelle            | 3 620 000             | 18,5 %          | Bastien Bouillon, Roby Schinasi                                  | [ 29 ]          | 1                 |
| 5                    | 22 septembre 2021    | Cordeliers           | 4 440 000             | 20,7 %          | Cédric Le Maoût, Élise Tilloloy, Abraham Wapler                  | [ 30 ]          | 1                 |
| 6                    | 22 septembre 2021    | Garenne              | 3 960 000             | 20,8 %          | Arnaud Binard, Gaëla Le Devehat, Arnaud Lechien                  | [ 30 ]          | 1                 |
|                      |                      |                      |                       |                 |                                                                  |                 |                   |
| Moyenne de la saison | Moyenne de la saison | Moyenne de la saison | 3 950 000             | 19,4 %          |                                                                  | [ 31 ]          | 1                 |

#### Saison 2
La saison 2 est diffusée sur France 2 par salve de deux épisodes à partir du 23 novembre 2022.
| No épisode           | 1re diffusion France | Titre                | Nb de téléspectateurs | Part d'audience | Acteurs invités                                | Source audience | Rang de la soirée |
| -------------------- | -------------------- | -------------------- | --------------------- | --------------- | ---------------------------------------------- | --------------- | ----------------- |
| 1                    | 23 novembre 2022     | Loki                 | 3 910 000             | 17,5 %          | Guillaume Marquet, Denis Eyriey, Evan Génot    | [ 33 ]          | 2                 |
| 2                    | 23 novembre 2022     | Rubens               | 3 370 000             | 19,1 %          | Jean-Philippe Ancelle, Paul Bartel             | [ 33 ]          | 2                 |
| 3                    | 30 novembre 2022     | Mercure              | 4 030 000             | 17,7 %          | Ivanov Van Praet, François-Dominique Blin      | [ 34 ]          | 2                 |
| 4                    | 30 novembre 2022     | Opale                | 3 370 000             | 19,2 %          | Brice London                                   | [ 34 ]          | 2                 |
| 5                    | 7 décembre 2022      | Roméo et Juliette    | 3 900 000             | 17,8 %          | Jean-Louis Garçon, Fanny Gosset, Yusupha M'Bye | [ 35 ]          | 1                 |
| 6                    | 7 décembre 2022      | Blanche              | 3 470 000             | 17,9 %          | Charlotte Talpaert, Bénédicte-Lala Ernoult     | [ 35 ]          | 1                 |
|                      |                      |                      |                       |                 |                                                |                 |                   |
| Moyenne de la saison | Moyenne de la saison | Moyenne de la saison | 3 680 000             | 18,2 %          |                                                | [ 36 ]          |                   |

#### Saison 3
La saison 3 est diffusée sur France 2 à partir du 18 octobre 2023.
| No épisode           | 1re diffusion France | Titre                | Nb de téléspectateurs | Part d'audience | Acteurs invités | Source audience | Rang de la soirée |
| -------------------- | -------------------- | -------------------- | --------------------- | --------------- | --- | --------------- | ----------------- |
| 1                    | 18 octobre 2023      | Cassel - Partie 1    | 4 080 000             | 19,9 %          | Lotfi Yahya Jedidi, Amine Hamidou, Loriane Klupsch, Stanislas Duvetter                                                     | [ 38 ]          | 1                 |
| 2                    | 18 octobre 2023      | Cassel - Partie 2    | 3 580 000             | 21,9 %          | Benjamin Bourgois, Edwige Baily, Noémie Durbecq, Coline d'Inca                                                             | [ 38 ]          | 1                 |
| 3                    | 25 octobre 2023      | Vauban               | 4 030 000             | 18,9 %          | Christophe Heraut, Liona Bordonaro, Mathilde Boucher-Cerda, Marvin Schlick, Gabriele Simonini, Xavier Mathieu, Élise Roche | [ 39 ]          | 1                 |
| 4                    | 8 novembre 2023      | Camélia              | 3 740 000             | 18 %            | Hélie-Rose Dalmay, Marine Danaux, François-David Cardonnel                                                                 | [ 40 ]          | 1                 |
| 5                    | 8 novembre 2023      | Stardust             | 3 150 000             | 17,7 %          | Hippolyt Doucy, Paloma Coquant, Julia Gallaux, Chloé Dor                                                                   | [ 40 ]          | 1                 |
| 6                    | 15 novembre 2023     | Fleur                | 4 210 000             | 21 %            | Elsa Houben, Tom Rey, Alexandra Roth                                                                                       | [ 41 ]          | 1                 |
|                      |                      |                      |                       |                 | |                 |                   |
| Moyenne de la saison | Moyenne de la saison | Moyenne de la saison | 3 800 000             | 19,6 %          | | [ 42 ]          | 1                 |

- Les plus hauts chiffres d'audience
- Les plus bas chiffres d'audience

#### Saison 4
La saison 4 est diffusée sur France 2 à partir du 11 novembre 2024.
| No épisode           | 1re diffusion France | Titre                   | Nb de téléspectateurs | Part d'audience | Acteurs invités                                                 | Source audience | Rang de la soirée |
| -------------------- | -------------------- | ----------------------- | --------------------- | --------------- | --------------------------------------------------------------- | --------------- | ----------------- |
| 1                    | 11 novembre 2024     | Marianne                | 3 196 000             | 14,3 %          | Oscar Copp, Syrus Shahidi, Laurence Facelina                    | [ 44 ]          | 3                 |
| 2                    | 18 novembre 2024     | Douglas                 | 2 745 000             | 12,9 %          | Cyril Lecomte, Anne Loiret                                      | [ 45 ]          | 3                 |
| 3                    | 25 novembre 2024     | Van Gogh                | 2 783 000             | 13,1 %          | France Dary, José Garnier                                       | [ 46 ]          | 3                 |
| 4                    | 2 décembre 2024      | Richelieu               | 2 804 000             | 12,9 %          | Chaïm Feroleto, Clara Ziegler                                   | [ 47 ]          | 3                 |
| 5                    | 9 décembre 2024      | Les endormis - Partie 1 | 3 187 000             | 15,1 %          | François Chattot, Françoise Lebrun, Lucie Guien, Vadim Taillieu | [ 48 ]          | 2                 |
| 6                    | 9 décembre 2024      | Les endormis - Partie 2 | 3 070 000             | 17,2 %          | François Chattot, Françoise Lebrun, Lucie Guien, Vadim Taillieu | [ 48 ]          | 1                 |
|                      |                      |                         |                       |                 |                                                                 |                 |                   |
| Moyenne de la saison | Moyenne de la saison | Moyenne de la saison    | 2 960 000             | 14,3 %          |                                                                 | [ 49 ]          |                   |

- Les plus hauts chiffres d'audience
- Les plus bas chiffres d'audience

### Accueil critique
Benjamin Ferrari, du HuffPost, souligne : « La série se veut innovante dans sa manière d'aborder le genre policier. Exit le schéma des enquêtes classiques, place à une autre façon de mettre en scène les affaires de crime. Alors que dans la plupart des programmes du genre c'est le coupable qui est au centre des préoccupations, cette fois-ci, c'est la victime. ».
Pour Julia Fernandez, du site Allociné, la série « sait composer avec le genre pour mieux nous surprendre, et nous impliquer d'autant plus sur le plan émotionnel ». Elle ajoute : « La série prend également des aspects de thriller social dans les différentes thématiques abordées au fil des épisodes : précarité, lutte des classes ou encore violences faites aux femmes, chaque victime est reliée à un sujet sociétal fort, qui achève de donner une crédibilité aux enquêtes. Mais la force des Invisibles réside indéniablement dans son équipe d'enquêteurs, qui forment une famille aussi dysfonctionnelle que soudée. Cette brigade aux méthodes si particulières fonctionne grâce à l'alchimie quasi-immédiate qui se dégage entre ses quatre comédiens principaux. ». La journaliste conclut : « À l'issue de ces six épisodes très réussis, on regrette que cette proposition plutôt rafraîchissante en matière de série procédurale ne dure pas plus longtemps afin de fidéliser son public, et on croise les doigts pour une future saison 2. ».
Télé 7 jours accorde une note de 3/4 à la série : « Filmée sans apprêts mais avec efficacité, la série tient la route […] donnant à ses protagonistes beaucoup d'humanité, notamment via l'assurance tranquille du comédien Guillaume Cramoisan. »
Pour Télé Z, « l'idée de départ est excellente, la réalisation, mettant en parallèle deux histoires, fonctionne à merveille et les comédiens sont toujours justes. »,. Anne-Claire Dugas, dans le même magazine, souligne que « le postulat de départ de la série est d'une intelligence remarquable » et que la série « a un atout de taille dans sa manche : sa distribution ».
De son côté, Télé Star qualifie la série « d'excellente surprise »,.
Jean-Christophe Nurbel, du site Bulles de Culture, est plus partagé : « Avec une bonne idée de départ de rendre contre vents et marées humanité et justice à des morts anonymes, la série policière Les Invisibles propose des intrigues sombres et complexes mêlant enquêtes, vies personnelles et flashback. Le résultat donne une série intéressante, même si les (premiers) épisodes manquent encore un peu de rythme. ».
Jeanne Persoon, du magazine Moustique, trouve la saison 2 de la série toujours aussi palpitante.
Julia Baudin, du Figaro Magazine, estime que la série est « bien ficelée, dialoguée et incarnée ». Il précise : « Bien ficelée, parce qu'elle va au bout du sordide et avec les enquêtes des « invisibles », une brigade marginale bien qu'essentielle, dont la légitimité est sans cesse mise en cause par les autres groupes du commissariat. Bien dialoguée, parce que ses personnages, les principaux comme les secondaires, ont une liberté de ton au plus près de la réalité du quotidien de la police. Bien incarnée enfin, parce que les acteurs, de Nathalie Cerda (capitaine Cantoni) à Guillaume Cramoisan (commandant Darius) en passant par Déborah Krey (lieutenant Lacorderie), prennent un plaisir évident à creuser leurs rôles. Loin de la mode des comédies policières, plus proches des polars façon Braquo ou Les Rivières pourpres, Les Invisibles est une série sensible dont chaque enquête aborde la question de l'humanité dans un monde en voie de déshumanisation. De fait, elle s'intéresse aussi à la vieillesse, à l'amour, à la précarité, au mal-être, aux violences faites aux femmes, aux enfances massacrées, aux traumatismes de chacun et aux corps de métiers au bout du rouleau, dont la police. ». En octobre 2023, à l'occasion de la diffusion de la saison 3, la journaliste souligne : « Les Invisibles, à l'instar des Rivières pourpres , autre série de France 2, est l'une des très bonnes fictions policières produites par le groupe du service public. Comment Les Invisibles se distingue-t-elle des autres séries ? La réponse n'est pas dans la question. Elle est dans le choix de la personne à l'origine même du programme. Ici, Olivier Norek, militaire de formation, capitaine à la police judiciaire de Seine-Saint-Denis, auteur de nombreux thrillers politiques et sociétaux, dans lesquels il décrypte les enjeux et les dérives de diverses strates du pouvoir, l'exécutif notamment. ». Olivier Norek lui précise : « J'ai une passion inextinguible pour le politique, pour tout ce qui tourne autour du consensus et de la compromission, pour les profils des personnages qui en sont les fomenteurs et les profils de ceux qui en sont les victimes, pour les dommages que ces comportements entraînent de tous les côtés et à tous les niveaux. ». Et il conclut : « Les écrivains invités à créer une série de toutes pièces, comme c'est le cas des Invisibles, ou à adapter un de leurs romans, ont un avantage majeur sur les scénaristes, celui du temps. ».

### Distinction
La série reçoit le prix Vidocq de la meilleure série policière française à l'occasion du Festival Séries Mania Lille Hauts-de-France en 2022,, un prix qui lui est décerné par les professionnels de la sécurité « pour sa qualité et sa crédibilité ».